# Konradów (Lądek-Zdrój)

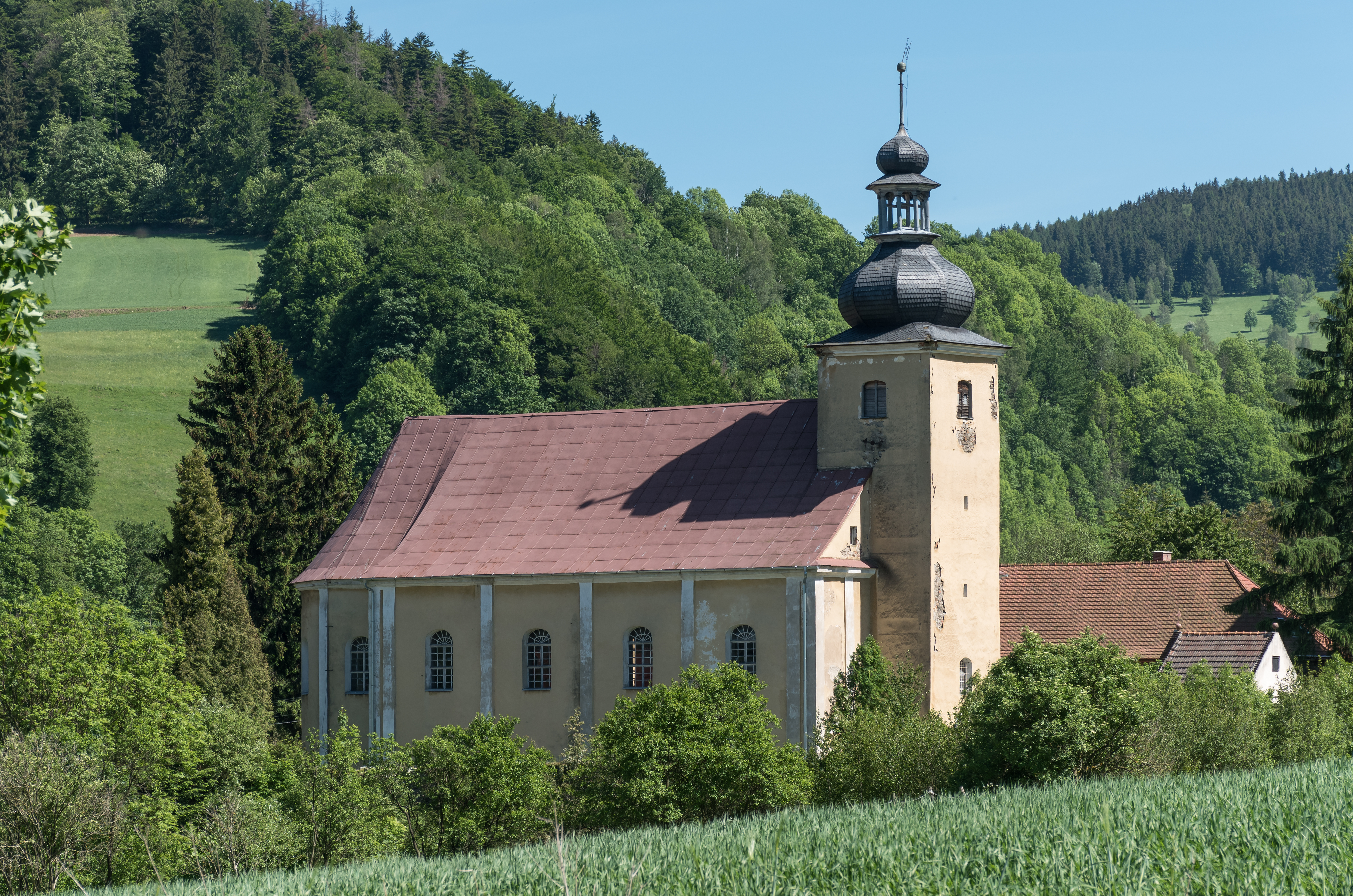
Pfarrkirche Hl. Kreuz

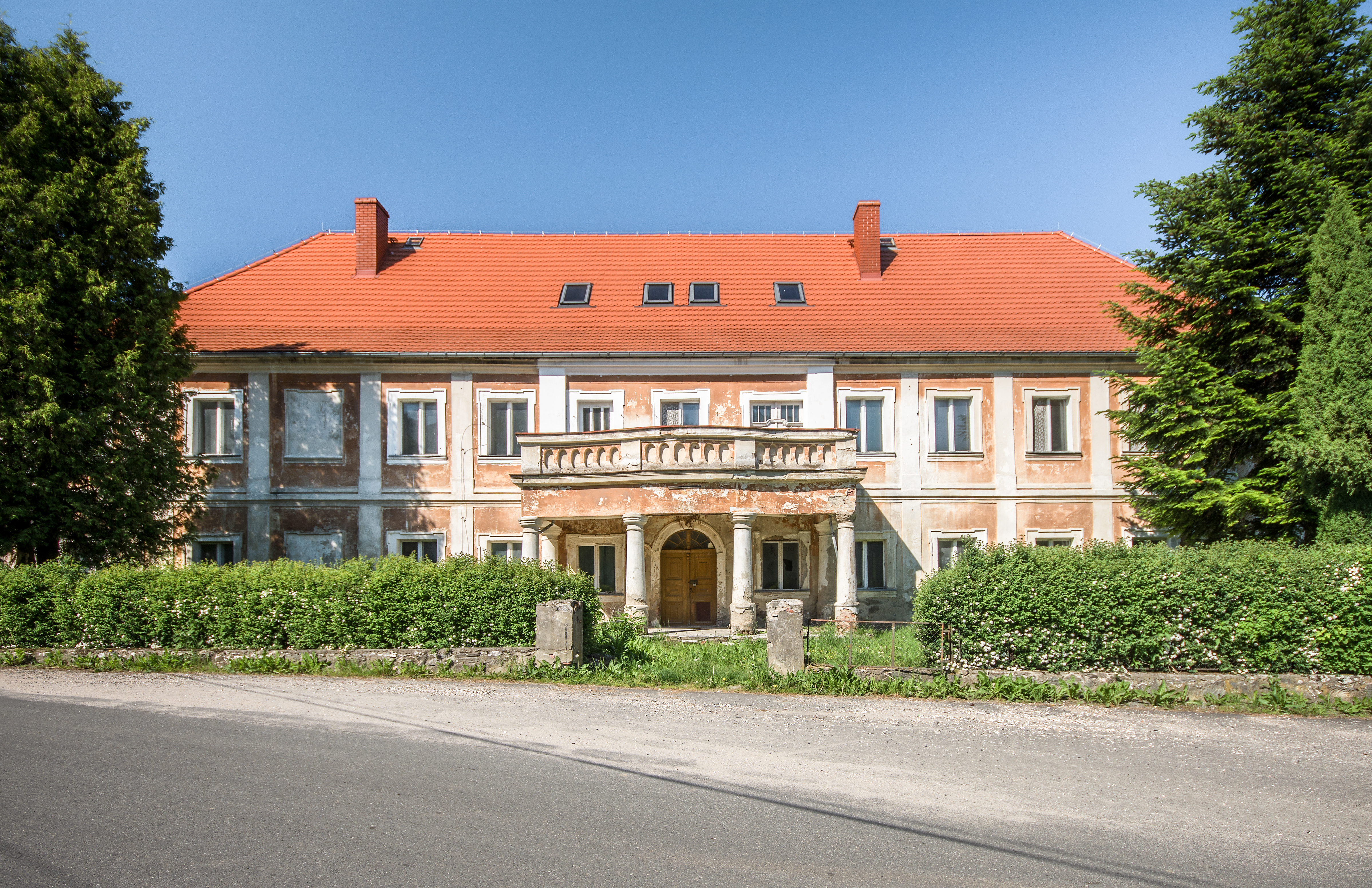
Herrenhaus Vorderansicht

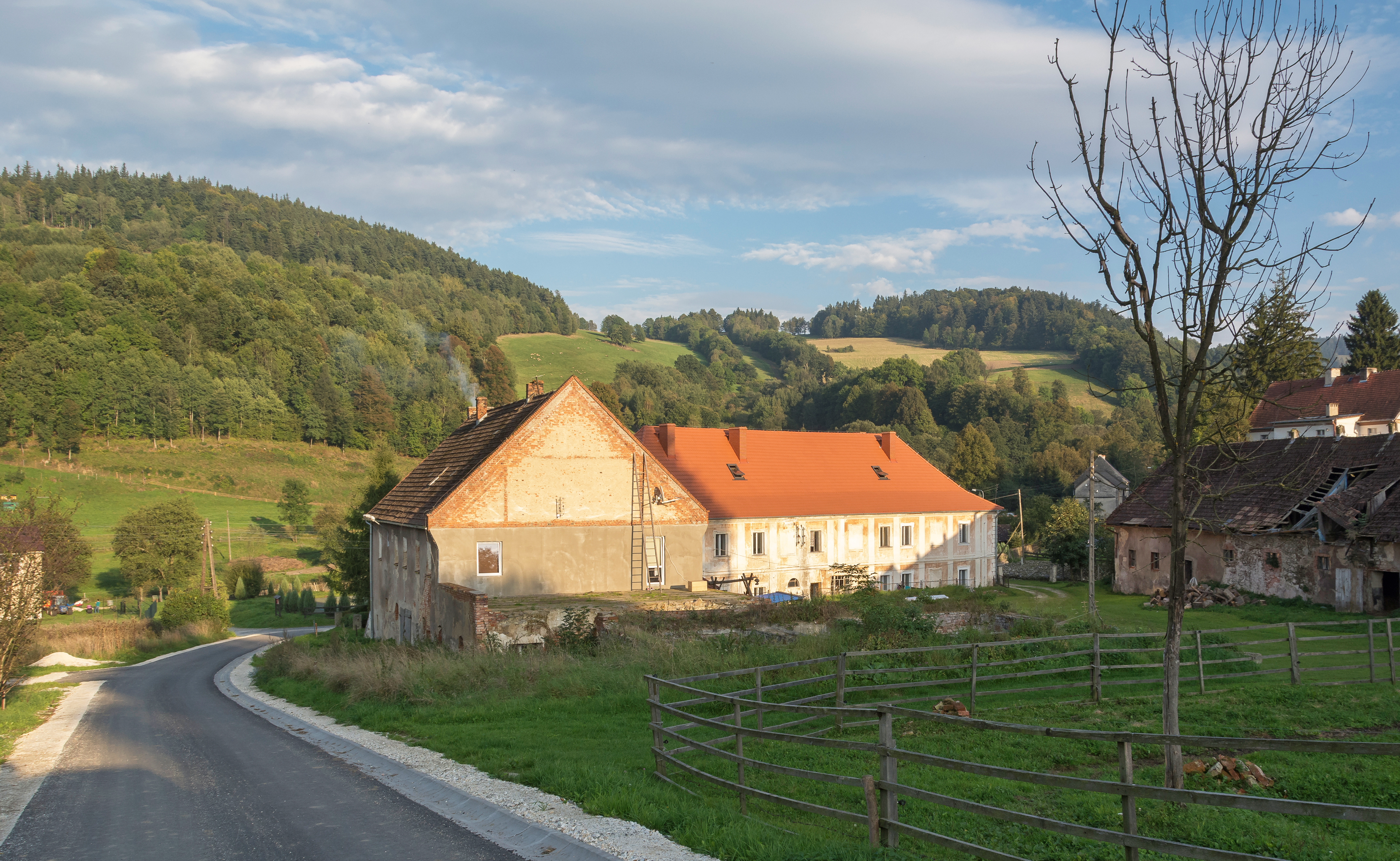
Herrenhaus Rückansicht

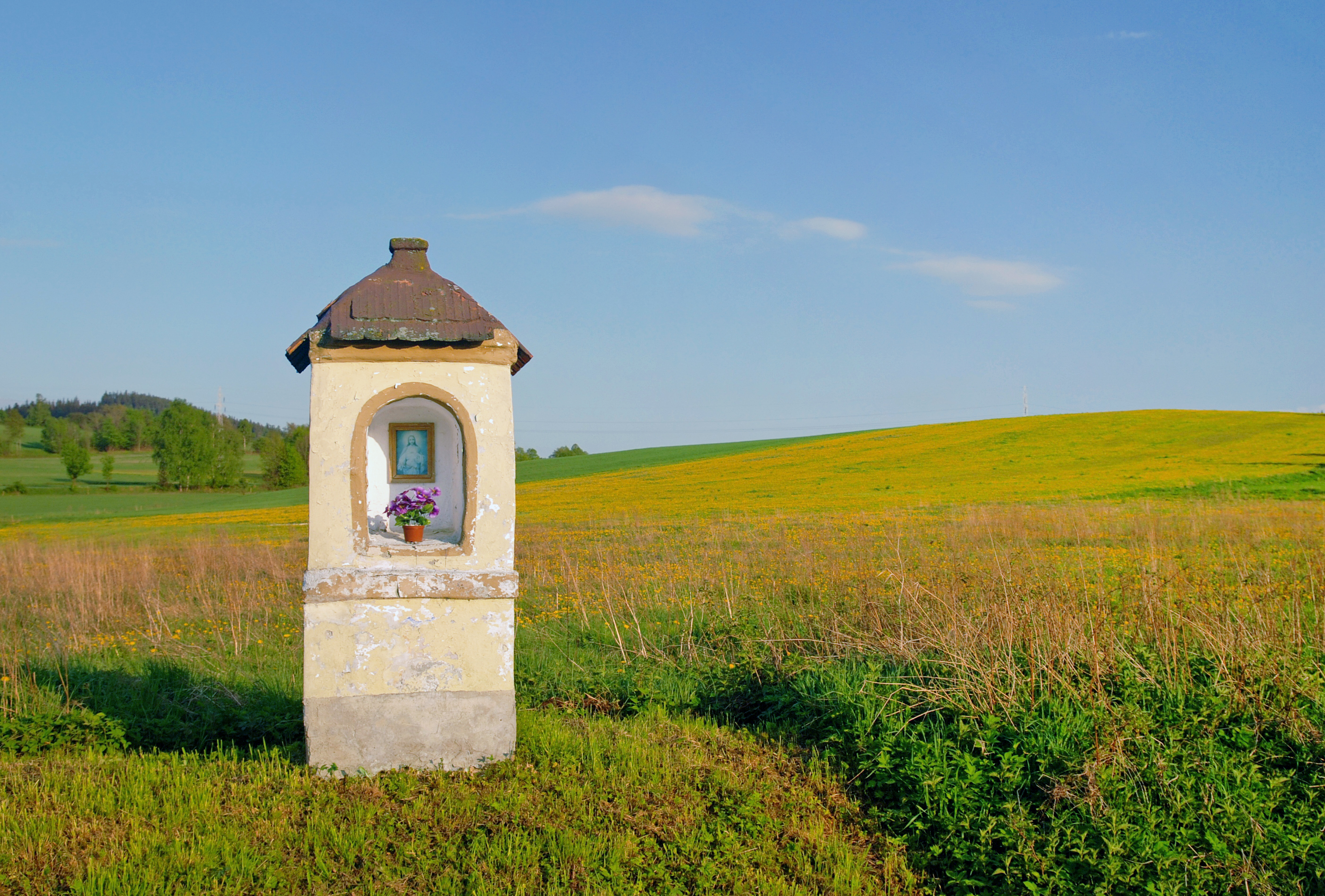
Bildstock

Konradów (deutsch: Konradswalde) ist ein Ort in der Stadt- und Landgemeinde Lądek-Zdrój (Bad Landeck) im Powiat Kłodzki der Woiwodschaft Niederschlesien in Polen.

## Geographie
Konradów liegt im Südosten des Glatzer Kessels in den nördlichen Ausläufern des Glatzer Schneegebirges. Nachbarorte sind Trzebieszowice (Kunzendorf an der Biele) im Norden, Kąty Bystrzyckie (Winkeldorf) im Nordosten, Stronie Śląskie (Seitenberg) und Rogóżka (Wolmsdorf) im Südosten, Czatków (Tschihak) im Süden, Kamienna (Steingrund) im Südwesten und Nowy Waliszów (Neuwaltersdorf) im Nordwesten. Südwestlich erhebt sich der 904 m hohe Dürre Berg (Suchon).

## Geschichte
Konradswalde wurde 1346 erstmals urkundlich erwähnt. Es gehörte zur Herrschaft Karpenstein im Glatzer Land, mit dem es seine Geschichte von Anfang an teilte. Schon für das 14. Jahrhundert ist ein Freirichtergut belegt und 1384 war es bereits Pfarrort, da die Kirche „Hl. Kreuz“ in einem Verzeichnis der Glatzer Pfarreien enthalten ist, das in diesem Jahre erstellt wurde. Das Dorf bestand zunächst aus dem Dominialanteil und dem Freirichtergut, das 1686 vom Grundherrn aufgekauft und mit dem Dominialanteil verbunden wurde.
- Der Dominialanteil gehörte bis 1684 als Kammerdorf zur Böhmischen königlichen Kammer und bestand 1684 aus 43 Bauern, sieben Feldgärtnern, 35 Häuslern und einem robotfreien Häusler. In diesem Jahre verkaufte die Königliche Kammer Konradswalde zusammen mit anderen Dörfern in den Glatzer Distrikten Landeck und Habelschwerdt dem Glatzer Glatzer Landeshauptmann Michael Wenzel von Althann. Dieser tauschte 1685 Konradswalde gegen einen Wald mit Johann Sigmund Hofmann von Leuchtenstern, dem Oberregenten der königlichen Kammergüter in der Grafschaft Glatz, dem bereits die Dorfschaften Oberthalheim, Wolmsdorf, Winkeldorf, Voigtsdorf, Leuthen, Heidelberg und Karpenstein gehörten. Im selben Jahre erwarb dieser auch das Konradswalder Freirichtergut, so dass das ganze Dorf unter einem Besitzer vereint war. Nach seinem Tod 1698, vor dem er in den Freiherrenstand erhoben worden war, erbte Konradswalde und Thalheim sein Sohn Franz Weighard von Hofmann, der spätere Landeshauptmann von Brieg. 1709 verkaufte dieser seine im Landecker Distrikt gelegenen Güter seiner Frau Maria Theresia geborene Freiin von Scalvinan. Mit deren Tod 1719 erbte Thalheim und Konradswalde der ältere Sohn Leopold Reichsgraf von Hofmann, der kaiserlicher Hauptmann war. 1726 verkaufte er das ganze Dorf Konradswalde mit allen Rechten dem Johann Anton von Frobel auf Neuwaltersdorf. Dieser errichtete in Konradswalde ein herrschaftliches Wohngebäude, in dem er bis zu seinem Tod 1763 lebte. Da er keine leibliche Erben hinterließ, erbte dessen Bruder Johann Heinrich von Frobel, Erbherr auf Neuwaltersdorf. Er verband Konradswalde mit seinem Gut Neuwaltersdorf.

Nach dem Ersten Schlesischen Krieg 1742 und endgültig mit dem Hubertusburger Frieden 1763 fiel Konradswalde zusammen mit der Grafschaft Glatz an Preußen. Für Anfang des 19. Jahrhunderts sind nachgewiesen: Eine Pfarrkirche, ein Pfarrhaus, ein Schulgebäude, ein Herrenhaus, ein Vorwerk, zwei Kretschame, zwei Mehlmühlen und 34 Bauern, sowie 85 Gärtner und Häusler. Unter den damals 740 Einwohnern waren je ein Schuhmacher, Fleischer, Bäcker, Schneider, Schmied, Brauer und Binder.
Nach der Neugliederung Preußens gehörte Konradswalde ab 1815 zur Provinz Schlesien und war zunächst dem Landkreis Glatz eingegliedert. 1818 erfolgte die Umgliederung in den Landkreis Habelschwerdt, mit dem es bis 1945 verbunden blieb. 1874 wurde der Amtsbezirk Neu Waltersdorf gebildet, zu dem die Landgemeinden Neu Waltersdorf und Konradswalde sowie die gleichnamigen Gutsbezirke gehörten. 1939 wurden 675 Einwohner gezählt.
Als Folge des Zweiten Weltkriegs fiel Konradswalde 1945 wie fast ganz Schlesien an Polen und wurde in Konradów umbenannt. Die deutsche Bevölkerung wurde vertrieben. Die neu angesiedelten Bewohner waren zum Teil im Zuge der Zwangsumsiedlung von Polen aus den ehemaligen polnischen Ostgebieten 1944–1946 vertrieben worden. 1975–1998 gehörte Konradów zur Woiwodschaft Wałbrzych (Waldenburg).

### Freirichtergut
Der erste namentlich bekannte Freirichter von Konradswalde war 1416 Jacob Escher. 1434 war das Gut im Besitz eines Mikolasch (Nikolaus). Dessen Tochter verkaufte es 1475 dem Jacob Jung. Nachdem dieser 1483 von seinem Vater das Richtergut zu Plomnitz erbte, verkaufte er das Konradswalder Richtergut dem Ernst Mayher. Für 1521 und 1546 ist Hans Heynel als Freirichter nachgewiesen, dem 1550 vermutlich sein Sohn Martin Heynel folgte. Dieser verkaufte es 1558 dem Jacob Straube, dem 1582 Sigmund Straube folgte. Nach dessen Tod 1612 verkauften seine Erben das Konradswalter Freirichtergut 1613 dem Hans Riedel. Dieser musste wegen seiner Beteiligung am Böhmischen Ständeaufstand 432 Taler und 36 Kreuzer Strafgeld bezahlen, besaß jedoch das Freirichtergut bis zu seinem Tode 1641. Erbe wurde sein gleichnamiger Sohn, dem 1653 das Freirichterhaus abbrannte. Ihm folgte 1680 sein Sohn Joseph Riedel, der das Freirichtergut 1686 dem Freiherrn Sigmund von Hofmann verkaufte. Da dieser bereits den Dominialanteil besaß, verband er das Freirichtergut mit diesem. Anstelle des Freirichterguts wurde ein herrschaftliches Vorwerk errichtet.

### Kirchliche Verhältnisse
Das Patronatsrecht über die Pfarrkirche „Hl. Kreuz“ oblag zunächst dem böhmischen Landesherrn. Mit dem Verkauf des Dorfes 1684 ging es auf die jeweiligen Besitzer des Dominialanteils. Zur Kirche gewidmet waren die Dörfer Wolmsdorf, Heudorf, Weißwasser und Martinsberg. Nachdem sich die Einwohner fast sämtlich zum lutherischen Glauben bekannten, wurde Konradswalde 1559 auf Anordnung des damaligen Pfandherrn der Grafschaft Glatz, Herzog Ernst von Bayern, eine Filiale der damals noch katholischen Pfarrei Neuwaltersdorf. Der dortige Pfarrer wurde verpflichtet, die Gottesdienste in den beiden Kirchen wechselweise zu verrichten. Nachdem sich die lutherische Lehre weiter ausbreitete, wurde 1571 ein lutherischer Pfarrer für Konradswalde berufen. Mit Verfügung des Glatzer Landeshauptmanns Melchior von Rechenberg wurde die neu erbaute Kirche von Martinsberg eine Filialkirche von Konradswalde. Auf kaiserlichen Befehl wurde 1604 der lutherische Pfarrer von Konradswalde seines Amtes enthoben und Konradswalde mit allen dazu eingepfarrten Dörfern dem katholischen Pfarrer von Neuwaltersdorf als Filiale übergeben. Nach der Ständeaufstands von 1618 wurden die katholischen Pfarrer von den Einwohnern vertrieben, und in Konradswalde, Neuwaltersdorf und Martinsdorf wiederum lutherische Pfarrer eingesetzt. Nach der Schlacht am Weißen Berg und Rückeroberung der Grafschaft Glatz durch die Kaiserlichen 1622/23 wurde in Neuwaltersdorf ein katholischer Priester eingesetzt, dem Konradswalde als Filiale zugeordnet wurde. Auf Antrag des damaligen Grundherrn Johann Anton von Frobel wurde die Pfarrei Konradswalde mit Genehmigung des Prager Erzbischofs Manderscheid-Blankenheim 1737 neu errichtet und die Dorfschaften Heudorf, Wolmsdorf und Tschihak zu dieser gewidmet. Nach dem Zweiten Weltkrieg wurde Konradswalde/Konradów Filiale der Pfarrei Reyersdorf/Radochów. Erst 1972 wurde das Glatzer Land vom Erzbistum Prag gelöst und dem Erzbistum Breslau zugewiesen.

## Sehenswürdigkeiten
- Die bereits 1384 erwähnte Pfarrkirche „Hl. Kreuz“ (Kościół Podniesienia Krzyża Św.) wurde 1561 neu errichtet und diente bis 1623 als evangelisches Gotteshaus. An ihrer Stelle entstand 1804–1806 das jetzige Gotteshaus. Der baldachinförmige Hauptaltar mit Pforten beherbergt die Statuen der hll. Barbara und Apollonia, die Michael Klahr d. Ä. 1728 für einen Altar der Vorgängerkirche schuf. Von seinem Sohn Michael Klahr d. J. stammt die Kanzel. Die Figuren der hll. Blasius und Valentin schuf 1705 der Bildhauer Michael Kössler. Die neugotische Vorhalle an der südlichen Außenwand stammt aus dem dritten Viertel des 19. Jahrhunderts.
- Die Friedhofskapelle aus dem Ende des 18. Jahrhunderts beherbergt eine Pietà.
- Das Pfarrhaus entstand ebenfalls im 18. Jahrhundert. Das Obergeschoss wurde in einer Schrotholzkonstruktion geschaffen.
- Das Herrenhaus („Schloss“) wurde im zweiten Viertel des 18. Jahrhunderts für Johann Anton von Frobel unter Einbeziehung eines Vorgängerbaus aus dem 16. oder 17. Jahrhundert errichtet. Über dem Eingang befindet sich eine von Säulen getragene Empore.